# Juan I Despot-Vodă

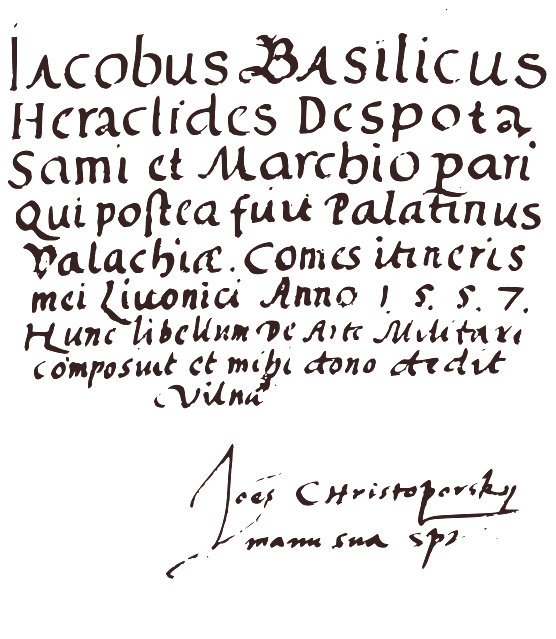
Título de Ioan I en un documento de 1563 con la firma del estadista prusiano Jan Krzysztoforski.

Ioan I conocido como Despot-Vodă (en rumano: Despot Vodă, Samos, 1511 - Suceava, 1563), también Ioan Iacob Heraclid, fue Príncipe de Moldavia de 1561 a 1563. 
En el principado de Moldavia la monarquía era electiva, como en los vecinos Polonia, Transilvania y Valaquia, y el príncipe (voivoda, hospodar o domnitor según las épocas y las fuentes) era elegido por los boyardos (a menudo entre ellos) y para ser nombrado, reinar y mantenerse, se apoyaba frecuentemente en las potencias vecinas, Habsburgo, polaca u otomana.

## Biografía

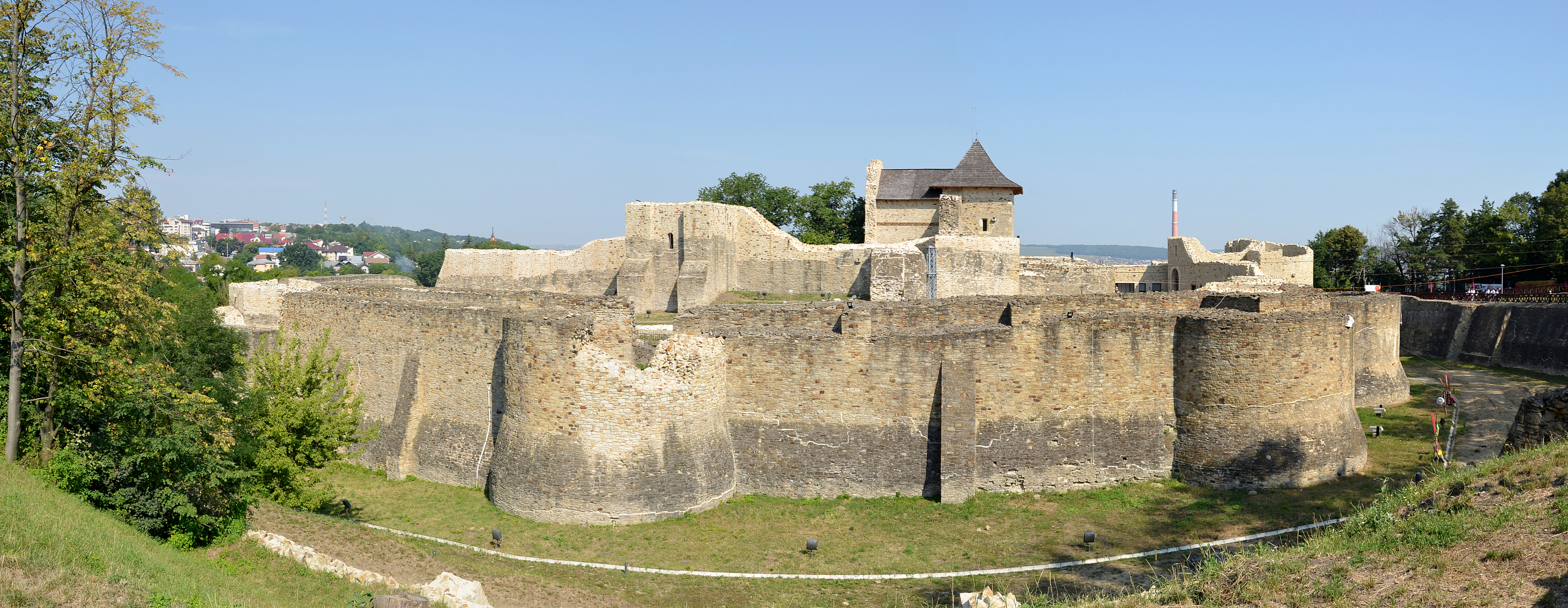
Castillo de Scaun, Suceava, en el que murió Ioan I Despot-Vodă tras resistir tres meses de asedio.

Por su nombre real Jacob Vassilikos, es hijo de un mercader fletador de navíos y nació en Samos hacia 1511 o 1526. Su padre le hizo entrar al servicio de otro arconte griego, Ioannes Herakleides, que pretendía pertenecer a la familia de los Heráclidas y se otorgaba los títulos de "Déspota de Samos, Paros y otras islas de la mar Egea. Este personaje se encargó de la educación del joven Jacob, haciéndole instruir por Ioannes Lascaris, nieto del gramático Constantino Lascaris. El joven Jacob proseguiría sus estudios en Italia.
Jacob, a partir de entonces Herakleides, entra a la cabeza de un grupo de mercenarios griegos al servicio de Emperador Carlos V, que le reconoce todos los títulos que se otorga a sí mismo. En 1533 participa en una expedición de una escuadra imperial que consigue apoderarse de Coron, en el Peloponeso. Tras la evacuación, el ejército español es dirigido a los Países Bajos, donde su benefactor Ioannes Herakleides le adopta en su lecho de muerte.
El aventurero, con documentos a nombre de Ioannes Herakleides, se hace pasar por su hijo y toma el mando de los mercenarios griegos y albaneses. Es en esta época en la que se hace establecer una genealogía fabulosa que le hace descender de Hércules. En 1553 y 1554 combate contra los franceses donde participa en la toma y destrucción de Thérouanne y Hesdin. Se distinguiría en la batalla de Renty.
En 1555 regresa a los Países Bajos desde donde le envía una carta a Melanchton en la que parece haberse convertido al protestantismo (de origen romaniota, originalmente era ortodoxo. En 1556 viaja Wittenberg en Sajonia que abandona a finales de año para viajar a Lübeck, Dinamarca, Suecia, Prusia y Polonia. Por recomendación del elector de Brandemburgo, entra en relación con Mikolaj Radziwill el Negro, canciller del Lituania y voivoda de Vilna, líder del partido reformado del reino. Gana su confianza y su apoyo para su proyecto de apoderarse del trono de Moldavia.
Invocando una parentela imaginaria con la princesa Ruxandra, esposa de Alexandru IV Lăpușneanu, Jacob Herakleidès es introducido en la corte de príncipe moldavo en 1557. Creó una nutrida red de relaciones con los boyardos, mostrando su compasión por el pueblo. El príncipe es informado de estas intrigas, por lo que intenta envenenar al molesto huésped. Jacob huye entonces a Transilvania y se refugia en Brasov en 1558, de donde será expulsado a petición de Alexandru IV, por lo que huirá a Austria a la corte de Maximiliano II de Habsburgo, hijo del emperador Fernando I del Sacro Imperio Romano Germánico.
En 1560, con el apoyo un grupo de cosacos, realiza una primera tentativa infructuosa en Moldavia. Al año siguiente, con la ayuda de los cosacos liderados por Dmitro Vishnevetski y un crédito del emperador y del noble Olbracht Łaski, derrota el 10 de noviembre de 1561 en Verbia al príncipe Alexandru IV Lăpușneanu, que huye a Constantinopla.
Jacob Herakleide regresa a la fe ortodoxa y se hace proclamar príncipe de Moldavia por el metropolitano Grigore II de la Neamț, bajo el pomposo título Johannes Jacobus Heraclides Basilicus Despota insularum Phari Sami et Doridi verus haeres et dominus regni Moldaviae atque palatinus finium Terrae Transalpinensis, vindex libertatis patriae. En sus monedas se nombra Johannes waivoda patronus Moldaviae.
Distribuyó los grandes cargos del principado a aquellos que le habían apoyado, y nombra hetman a un tal Thomas Barnovschi (que será el abuelo del príncipe Miron Barnovschi-Movilă). Nombra vornic (primer ministro) al boyardo Ion Moțoc y a Stroe, logoteta (copero, con un rol de embajador). 
El Principado de Moldavia era vasallo del Imperio otomano, y por ello Ioan envía una embajada a principios de 1562 a la Sublime Puerta. Para ser reconocido debe aumentar el tributo anual entregado a los turcos de 12.000 a 20.000 ducados. A pesar de haber vuelto a ser ortodoxo, favorece la implantación de la Reforma y funda en Cotnari una escuela humanista. Deseaba encargar su dirección a Gaspar Peucer, yerno de Melanchton, pero Peucer no se mostró entusiasta y la escuela acabó dirigida por el letrado transilvano Iohann Sommer, un sajón. El establecimiento no sobreviviría a la caída del príncipe. Esta tentativa para introducir el protestantismo en Moldavia constituye uno de los dos únicos ejemplos en los que esta confesión pudo implantarse en el mundo ortodoxo. El otro es en Transilvania, donde aún hoy conviven catolicismo, ortodoxia y Reforma.
Jacob padeció de megalomanía, deviniendo arbitrario y cruel, alejándose de sus partidarios. Abandonado por los boyardos y por el hetman Tomșa que se proclama príncipe, por sus soldados, enemistado con Juan Segismundo, príncipe de Transilvania por haberle reclamado los antiguos castillos moldavos de Ciceu y Baltă (le acusa ante el sultán de seguir en tratos con Fernando I), atacado por su antiguo aliado Dmitri Vishnevetski por el impago de lo acordado, y rechazado por el pueblo, es derrocado por una insurrección popular. Capturado en el castillo de Scaun tras tres meses de asedio, es entregado a Ștefan VII Tomșa y ejecutado por éste a golpes de maza en Suceava el 6 de noviembre de 1563.
Ioan contrajo matrimonio con una hija de nombre desconocido del príncipe Mircea V Ciobanul. Adoptó a un tal Dmitre al que quería establecer en el trono de Valaquia. Capturado tras la caída de Ioan, Dmitre es mutilado por orden de Ștefan VII Tomșa y entregado bajo la custodia de un boyardo a Alexandru IV Lăpușneanu, que se lo enviaría a su vez a Petru Ier cel Tânăr y a su madre Chiajna (hermana de Ruxana), que lo tortura hasta la muerte.
En 1916, el clérigo rumano Teoctist Blajevici encontró el ataúd con los huesos de Despot-Vodă en un monasterio cercano a Suceava. En la tapa se halló la inscripción en latín: Johanes Jacobus Heraclides basilicus despota dominus, regni Moldaviae, ingratitudine nefada, proditus miserime trucidatus interit nonis novembris mdlxiii r.i.p. (requiescat in pace).